# Jack Studnicka
Jack Studnicka, född 18 februari 1999, är en kanadensisk professionell ishockeyforward som är kontrakterad till Boston Bruins i National Hockey League (NHL) och spelar för Providence Bruins i American Hockey League (AHL). Han har tidigare spelat för Oshawa Generals och Niagara Icedogs i Ontario Hockey League (OHL).
Studnicka draftades av Boston Bruins i andra rundan i 2017 års draft som 53:e spelare totalt.

## Statistik
| 2013–2014  | Detroit Compuware  | HPHL       | 17  | 10 | 16  | 26  | 14  | —  | —  | —  | —  | —  |
| 2014–2015  | Detroit Belle Tire | T1EHL      | 32  | 9  | 32  | 41  | 24  | 4  | 1  | 0  | 1  | 7  |
|            | Detroit Belle Tire |            | 71  | 31 | 58  | 89  | 49  | —  | —  | —  | —  | —  |
| 2015–2016  | Oshawa Generals    | OHL        | 62  | 4  | 22  | 26  | 25  | 5  | 0  | 0  | 0  | 2  |
| 2016–2017  | Oshawa Generals    | OHL        | 64  | 18 | 34  | 52  | 36  | 11 | 5  | 10 | 15 | 6  |
| 2017–2018  | Oshawa Generals    | OHL        | 66  | 22 | 50  | 72  | 43  | 5  | 1  | 4  | 5  | 13 |
|            | Providence Bruins  | AHL        | 5   | 1  | 4   | 5   | 0   | —  | —  | —  | —  | —  |
| 2018–2019  | Oshawa Generals    | OHL        | 30  | 12 | 22  | 34  | 28  | —  | —  | —  | —  | —  |
|            | Niagara Icedogs    | OHL        | 30  | 24 | 25  | 49  | 24  | 11 | 5  | 6  | 11 | 16 |
|            | Providence Bruins  | AHL        | —   | —  | —   | —   | —   | 4  | 1  | 1  | 2  | 4  |
| 2019–2020  | Boston Bruins      | NHL        | 1   | 0  | 1   | 1   | 2   | —  | —  | —  | —  | —  |
|            | Providence Bruins  | AHL        | 21  | 9  | 9   | 18  | 8   | —  | —  | —  | —  | —  |
| NHL totalt | NHL totalt         | NHL totalt | 1   | 0  | 1   | 1   | 2   | —  | —  | —  | —  | —  |
| AHL totalt | AHL totalt         | AHL totalt | 26  | 10 | 13  | 23  | 8   | 4  | 1  | 1  | 2  | 4  |
| OHL totalt | OHL totalt         | OHL totalt | 252 | 80 | 153 | 233 | 156 | 32 | 11 | 20 | 31 | 37 |

### Internationellt
| Källa: Uppdaterad: 2019-11-27 | Källa: Uppdaterad: 2019-11-27 | Källa: Uppdaterad: 2019-11-27 |         | Utv = Utvisningsminuter | Utv = Utvisningsminuter | Utv = Utvisningsminuter | Utv = Utvisningsminuter | Utv = Utvisningsminuter |
| År                            | Lag                           | Mästerskap                    | Matcher | Mål                     | Assists                 | Poäng                   | Utv                     |                         |
| ----------------------------- | ----------------------------- | ----------------------------- | ------- | ----------------------- | ----------------------- | ----------------------- | ----------------------- | ----------------------- |
| 2016                          | Kanada                        | Ivan Hlinka                   | 4       | 0                       | 0                       | 0                       | 0                       |                         |
| 2017                          | Kanada                        | U18                           | 3       | 3                       | 0                       | 3                       | 0                       |                         |
| 2019                          | Kanada                        | JVM                           | 5       | 1                       | 3                       | 4                       | 0                       |                         |
| Junior totalt                 | Junior totalt                 | Junior totalt                 | 12      | 4                       | 3                       | 7                       | 0                       |                         |